# تتسویا فوناتسو
تتسویا فوناتسو (انگلیسی: Tetsuya Funatsu؛ زادهٔ ۹ فوریهٔ ۱۹۸۷) بازیکن فوتبال اهل ژاپن است.
از باشگاه‌هایی که در آن بازی کرده‌است می‌توان به باشگاه فوتبال سرزو اوساکا اشاره کرد.